# 拉兰
拉兰（法語：Lallaing，法語發音：[lalɛ̃]）是法国上法蘭西大區北部省的一个市镇，属于杜埃区。

## 地理
拉兰（50°23'24"N, 3°10'5"E）面积5.99 平方千米，位于法国上法蘭西大區北部省，该省份为法国最北部的省份及最长的省份，西北濒北海，西接加来海峡省，南至埃纳省和索姆省，东与比利时接壤。
与拉兰接壤的市镇（或旧市镇、城区）包括：昂耶、桑勒诺布勒、德希、杜埃、弗利讷莱拉什、马尔谢讷、蒙蒂尼昂奥斯特雷旺、佩康库尔。

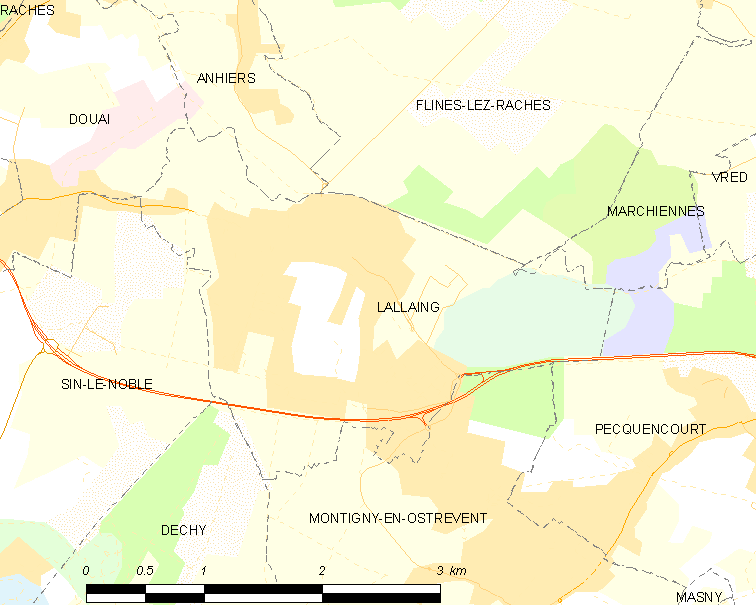
拉兰的OSM定位图

拉兰的时区为UTC+01:00、UTC+02:00（夏令时）。

## 行政
拉兰的邮政编码为59167，INSEE市镇编码为59327。

## 政治
拉兰所属的省级选区为桑勒诺布勒县。

## 人口

1962-2008年间拉兰人口变化图示

拉兰于2022年1月1日时的人口数量为6212人。